# Ченстохова-Товарная
Ченстохова-Товарная (пол. Częstochowa Towarowa) — товарная грузовая железнодорожная станция в городе Ченстохова в Силезском воеводстве Польши.
Станция построена под названием «Блешно» (польск. Bleszno) на линии Варшаво-Венской железной дороги в 1911 году, когда эта территория была в составе Царства Польского. Нынешнее название станция носит с 1968 года.